# Casa de los condes de la Torre Cossío y de la Cortina
La casa de los condes de la Torre Cossío y de la Cortina, que se encuentra en el número 90 de la calle República de Uruguay en el centro histórico de la Ciudad de México fue construida en 1781 y fue escenario de una de las leyendas de la Ciudad de México. Es considerada un buen ejemplo de la arquitectura civil del siglo XVIII, en especial del período en que el primer conde de la Cortina recibió su título nobiliario en 1773. El miembro más notable de esta familia fue José Justo Gómez de la Cortina, que fue una importante figura política y social en la Nueva España a principios del siglo XIX.

## Características
Su fachada presenta una serie de características notables: tiene una torreta cubierta de teja, en una torre con bastiones decorativos que tienen reminisencias del siglo XVI, y gárgolas en forma de cañón; las áreas planas de la fachada están cubiertas de tezontle y el marco de la ventana y la puerta están realizados en chiluca, una roca de color blanco grisáceo; también tiene un amplio balcón con barandales de hierro forjado que descansan sobre la puerta principal. El portal principal tiene un arco trilóbulado de piedra tallada. La puerta todavía tiene los pernos metálicos originales, que eran signo de riqueza en el siglo XVII. A pesar de haber sido declarado monumento nacional en 1931, el edificio fue parcialmente destruido para dar paso a la avenida 20 de Noviembre. Además, nada del interior del edificio sobrevivió, ya que fue adaptado para su uso comercial.

## La leyenda

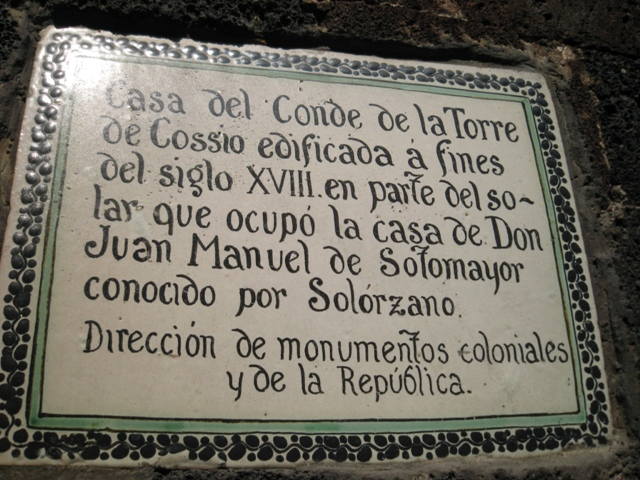
Placa en la Fachada de la Casa

Existe una leyenda asociada con este lugar. La casa que se localizaba allí previo a la construcción pertenecía a un hombre llamado Juan Manuel Solorzáno, que sospechaba que su mujer lo engañaba, a pesar de que las personas que lo rodeaban insistían en lo contrario. Este hombre invocó al diablo, que le recomendó matar al primer hombre que pasara por su casa todas las noches a las 23:00 horas. Juan Manuel decidió tomar este consejo y antes de matar a su víctima, le preguntaba la hora y luego le decía: «Dichoso usted que sabe la hora en que muere». Juan Manuel llegó a matar a varias personas antes de arrepentirse de sus acciones y acudir a confesarse con un sacerdote. La penitencia que le impusieron consistió en que acudiera tres noches consecutivas a rezar junto a la horca, al amanecer después de la tercera noche fue encontrado colgado.